# دریاچه اومبوزرو
دریاچه اومبوزرو (انگلیسی: Lake Umbozero) یک دریاچه در استان مورمانسک کشور روسیه است.